# Estación de Paiporta
Paiporta es una estación de las líneas 1, 2 y 7 de Metrovalencia. Se encuentra en el municipio de Paiporta, en la Avenida Francisco Ciscar.

## Historia
Se inauguró el 8 de octubre de 1988, junto con el resto de estaciones de las líneas 1 y 2.
Del 30 de octubre de 2024 al 26 de junio de 2025, a consecuencia de las graves inundaciones acontecidas en la provincia de Valencia, la estación permaneció cerrada. Se habilitaron servicios alternativos de autobuses con parada en las estaciones afectadas. Como parte de las labores de reconstrucción de la infraestructura, se tuvo que derribar el antiguo edificio de la estación, así como la subestación y la cafetería. De manera paralela, se rehabilitó el puente ferroviario sobre el Barranco del Poyo, próximo a la estación. También se han recuperado los andenes e instalaciones ferroviarias.